# 関根紀代子
関根 紀代子（せきね きよこ、1940年12月15日 - ）は日本将棋連盟所属の女流棋士。女流棋士番号は1（2011年3月31日までは2）。群馬県前橋市出身。関根茂九段門下。関根茂は夫でもある。旧姓は吉田。
女流棋士一期生6人のうちの一人で、引退時には現役最年長女流棋士であった。1974年に女流棋士の制度が発足する際に、アマチュアから直接に女流二段になったため、プロ入り当初は師匠がいなかった。

## 棋歴
1968年、第1回女流アマ名人戦で優勝（当時は旧姓：吉田）。未だ女流棋士の制度が存在しなかった時期に蛸島彰子のライバル格として注目された。
1974年に女流棋士の制度が定められ、初の女流棋戦として女流名人位戦（現・女流名人戦）が開始された時に、女流二段で女流棋士となった。
1989年に村山幸子が引退し、現役女流棋士最年長者となる。
若い世代が台頭する中で2000年の第14回レディースオープントーナメントでは決勝進出、老いてもなお実力を見せつけた。還暦での番勝負進出は女流棋士では最年長である（棋士を含めると大山康晴の66歳）。
2007年4月より、蛸島の後任として女流育成会の幹事に就任。
2009年3月18日、第17期倉敷藤花戦1回戦で長沢千和子に勝利し、20年余りをかけて「女流四段昇段後150勝」の昇段規定を満たし、女流五段に昇段した。
2009年3月31日、女流育成会廃止（研修会と合併）に伴い幹事を退任。
2010年4月、女流棋士会の役員制度復活により、女流棋士会会長に就任。
2011年4月1日、日本将棋連盟の正会員となる。女流棋士が正会員になった第一号の9人のうちの1名。同日の日本将棋連盟公益社団法人移行時点で連盟に在籍する女流棋士内で女流棋士番号の振り直しが行われ、関根が日本将棋連盟の女流棋士番号1番となる。
2011年8月31日、日本将棋連盟役員会に引退届を提出し受理される。普及に多大なる功績が認められ、9月8日付で女流六段に昇段となる。関根の引退に伴い、女流棋士の現役最年長者は蛸島彰子となった。
2013年4月、女流棋士会会長を退任し名誉会長となる。

## 人物

### 反則負け
- 1974年度の第1期女流名人位戦で挑戦者決定戦に進出し、寺下紀子と対局したが、風邪を引いていた関根はゆったりしたセーターを着ており、対局中にセーターの袖に引っ掛けて落した香車を持ち駒として使ってしまい、関根の反則負けとなった[2]。
- 2007年度の第15期大山名人杯倉敷藤花戦2回戦、対甲斐智美戦では、振り駒で後手になったにもかかわらず初手を指してしまい、反則負けとなった。

## 昇段履歴
- 1974年10月31日 - 女流二段
- 1980年02月08日 - 女流三段
- 1988年11月17日 - 女流四段（特別昇段、第14回将棋の日）[8]
- 2009年03月18日 - 女流五段（勝数規定 = 女流四段昇段後150勝）[4]
- 2011年08月31日 - 引退[5]
- 2011年09月08日 - 女流六段（日本将棋連盟理事会審議による）[6]

## 主な成績
通算成績 537戦260勝277敗。
タイトル挑戦
- 女流名人位戦（1978年（=第5期)、1979年、1983年）
- 女流王将戦（1986年（=第9期)）

## 表彰
- 1999年度 東京将棋記者会賞